# Bobby Sheehan
Robert Vaughn "Bobby" Sheehan (12 de junho de 1968 — 20 de agosto de 1999) foi um músico e compositor estadunidense, mais conhecido como baixista e membro fundador da banda de rock Blues Traveler.
Morreu em 1999 em consequência de uma overdose de drogas.